# لوسيل فليتشر
لوسيل فليتشر (بالإنجليزية: Lucille Fletcher)‏ (28 مارس 1912 في بروكلين - 31 أغسطس 2000 ) كاتِبة، وكاتبة سيناريو، وواضعة كلمات الأوبرا، وروائية من الولايات المتحدة.

## الجوائز
- جائزة إدغار

## روابط خارجية
- لوسيل فليتشر على موقع IMDb (الإنجليزية)
- لوسيل فليتشر على موقع الموسوعة البريطانية (الإنجليزية)
- لوسيل فليتشر على موقع ميوزك برينز (الإنجليزية)
- لوسيل فليتشر على موقع قاعدة بيانات برودواي على الإنترنت (الإنجليزية)
- لوسيل فليتشر على موقع ديسكوغز (الإنجليزية)
- لوسيل فليتشر على موقع قاعدة بيانات الفيلم (الإنجليزية)